# Sembouès
Sembouès är en kommun i departementet Gers i regionen Occitanien i sydvästra Frankrike. Kommunen ligger i kantonen Marciac som tillhör arrondissementet Mirande. År 2022 hade Sembouès 58 invånare.

## Befolkningsutveckling
Antalet invånare i kommunen Sembouès
Referens:INSEE